# Ali Landry
Ali Landry, född 21 juli 1973 i Breaux Bridge, Louisiana, USA, är en amerikansk skådespelerska, fotomodell och före detta skönhetsmiss. 1996 korades hon till Miss Louisiana och Miss USA. 
En av Landrys mest kända filmroller är Kate i Repli-Kate (2002). Hon medverkar även i komediserien Eve (2003). Hon är gift med filmregissören Alejandro Gómez Monteverde sedan den 8 april 2006. De bor i Los Angeles, Kalifornien.

## Filmografi
- 1997 – Sunset Beach (TV-serie) (3 avsnitt)
- 1998 – Glamour (TV-serie) (1 avsnitt)
- 1998–2000 – Pensacola - vingar av guld (TV-serie) (9 avsnitt)
- 2000 – Felicity (TV-serie) (4 avsnitt)
- 2002 – Repli-Kate
- 2008 – Criminal Minds (TV-serie) (1 avsnitt)
- 2023 – Sound of Freedom